# フランクリン・S・ハリス

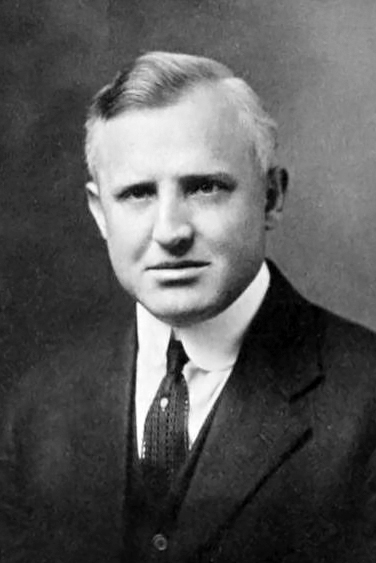
フランクリン・スチュワート・ハリス

フランクリン・スチュワート・ハリス(Franklin Stewart Harris、1884年8月29日 - 1960年4月18日)は、1921年から1945年までブリガムヤング大学(BYU)の学長を務め、次いで、1945年から1950年までユタ州立大学の学長を務めた。 
ハリスの学長在職はブリガムヤング大学の歴史において最も長く、その間に最初の修士号の授与が行われた。ハリス学長の時期に、ブリガムヤング大学は総合大学への拡大を進め、いくつものカレッジが新設されたが、その中には Gerrit De Jong を創設学部長に据えた芸術学部も含まれていた。
ハリスは農学者で、博士号はコーネル大学から授与されていた。もともとハリスは、当時のユタ州立農業カレッジ(Utah State Agricultural College)の農学科長、実験所長を務めていたが、ブリガムヤング大学を離れた後は、ユタ州立農業カレッジの学長となった。 
ブリガムヤング大学のプロボ・キャンパスにあるハリス美術センター(Harris Fine Arts Center)は、ハリスを記念して名付けられている。

## 生い立ち
ハリスは、アメリカ合衆国ユタ準州のベンジャミン(Benjamin)で生まれた。1890年代に、ハリス一家は、メキシコの州のひとつチワワ州にあったモルモン教のコミュニティに移り住んだ。やがてハリスはブリガムヤング大学に学び、コーネル大学に進んで博士号を取得した。 

## ブリガムヤング大学学長職
学長職に就いてすぐにハリスが出した声明のひとつは、ブリガムヤング大学を宗教的学問の中心とするために、図書館に広く多様な宗教的書籍を収蔵するように求めるものであった。ハリス学長の下で、最初に建てられた建物は、図書館として建てられた  Heber J. Grant 棟であった（現在は大規模な試験センター BYU Testing Center が置かれている）。この建物は、当初から図書館として建てられた、ブリガムヤング大学では最初の図書館棟であったが、ハリスが大学蔵書の拡充に努めた結果、すぐに手狭になってしまった。
1945年、ハリスはブリガムヤング大学を辞し、ユタ州立農業カレッジの学長職に転じた。

## 政治
1938年、ハリスは連邦議会上院議員選挙に際して、ユタ州の共和党候補として立候補したが、民主党のElbert Thomasに敗れた。

## 教会への貢献
1923年、ハリスは、モルモン教の青年組織であるYoung Men's Mutual Inprovement Associationの指導役員となった。
1926年、ハリスはモルモン宣教師として日本に赴いた。また、1927年には、短期間の任務でシリアにも赴いた。

## 国際的な活動
1929年、ハリスはシベリアにおけるユダヤ人入植地の創設に関わった。
1950年代はじめにはイランのテヘランに置かれたモルモン教支部(branch)の支部長(branch president)を務めていたことが、1951年10月のモルモン教総会(general conference)における報告で確認される。
| 学職                       | 学職                             | 学職                     |
| -------------------------- | -------------------------------- | ------------------------ |
| 先代 George H. Brimhall    | ブリガムヤング大学学長 1921–1945 | 次代 Howard S. McDonald  |
| 先代 Elmer George Peterson | ユタ州立大学学長 1945–1950       | 次代 Louis Linden Madsen |